# セイイェド・モフセン・エマーディー
セイイェド・モフセン・エマーディー・パーシャークラーイー（ペルシア語: سید محسن عمادی پاشاکلایی、英語: Seyed Mohsen Emadi Pashaklaee）は、イランの外交官で、現職の在朝鮮民主主義人民共和国イラン大使である。
2017年2月2日、平壌の万寿台議事堂で最高人民会議常任委員会の金永南委員長に信任状を捧呈した。